# Paine Ridge
Paine Ridge är en bergstopp i Antarktis. Den ligger i Östantarktis. Nya Zeeland gör anspråk på området. Toppen på Paine Ridge är 1 092 meter över havet.
Terrängen runt Paine Ridge är platt åt sydväst, men åt nordost är den kuperad. Terrängen runt Paine Ridge sluttar österut. Trakten är obefolkad. Det finns inga samhällen i närheten.